# Дворик
Дво́рик — село в Україні, у Заслучненській сільській громаді Хмельницького району Хмельницької області. Населення становить 16 осіб.
Селом протікає річка Яр-під-Зайчиком.

## Відомі люди
В селі народився Федір Пахальчук (1916–2012) — Герой Радянського Союзу, контр-адмірал.